# Andrea Pisano

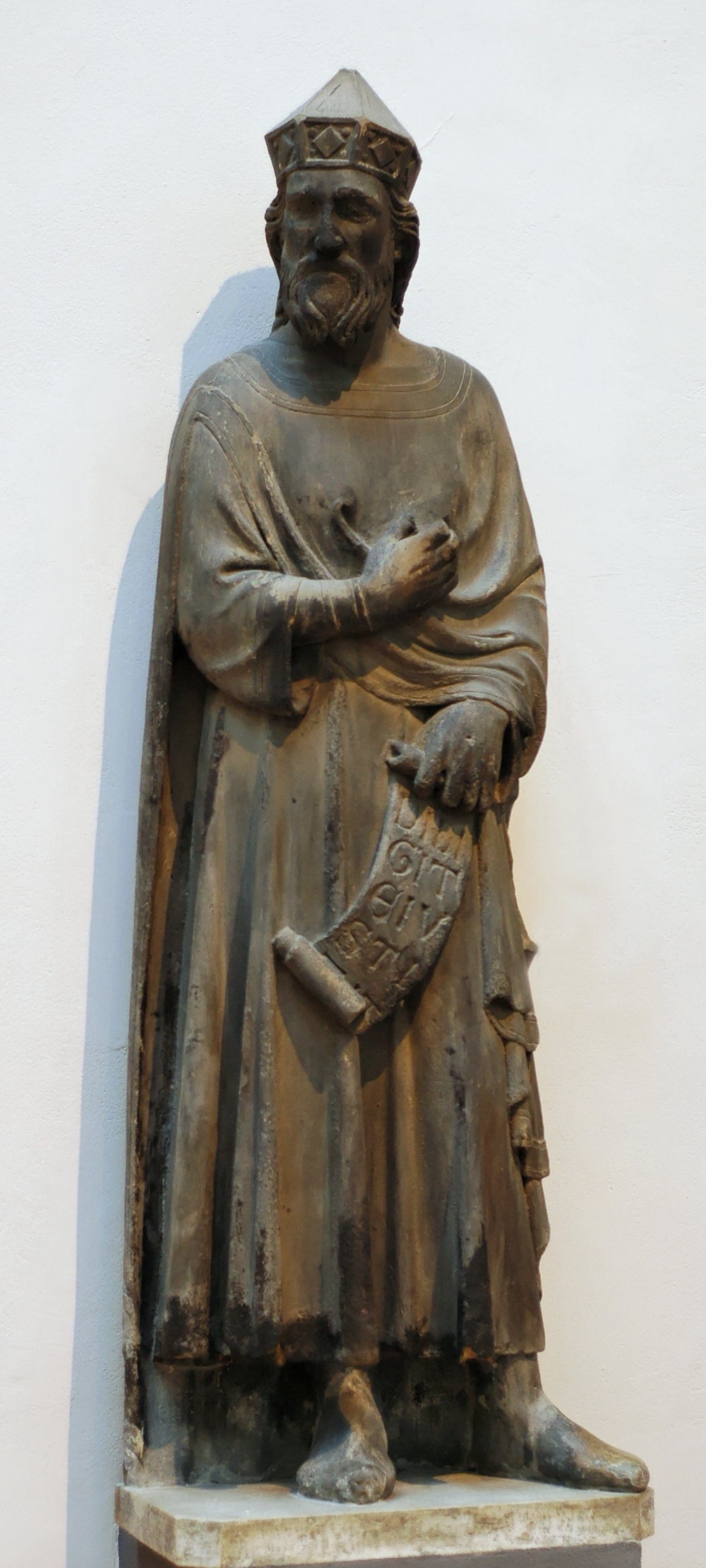
Verk av Andrea Pisano.

Andrea Pisano, född omkring 1290, död omkring 1347 (också känd som Andrea da Pontedera), var en italiensk guldsmed, skulptör och arkitekt. Han var far till Nino Pisano.

## Biografi
Pisano är en av de sena medeltida skulptörer som leder skulpturen in mot renässansen. Hans skulpturer och många reliefer närmar sig ett mer realistiskt synsätt på den mänskliga figuren än gotikens stela och utdragna ideal. Andrea Pisano var lärjunge till Giovanni Pisano i Pisa men influerades av Giotto i Florens, där han verkade under 1330- och 1340-talen och kom att utföra några av sina främsta arbeten.
Han tros ha haft samma betydelse för skulpturens utveckling som Giotto för måleriets utveckling. Till Pisanos främsta verk hör relieferna på södra porten av baptisteriet samt på Giottos kampanil i Florens.

## Utmärkelser
Asteroiden 7313 Pisano är uppkallad efter honom, Nicola Pisano och Giovanni Pisano.